# Jean-Pierre Christin

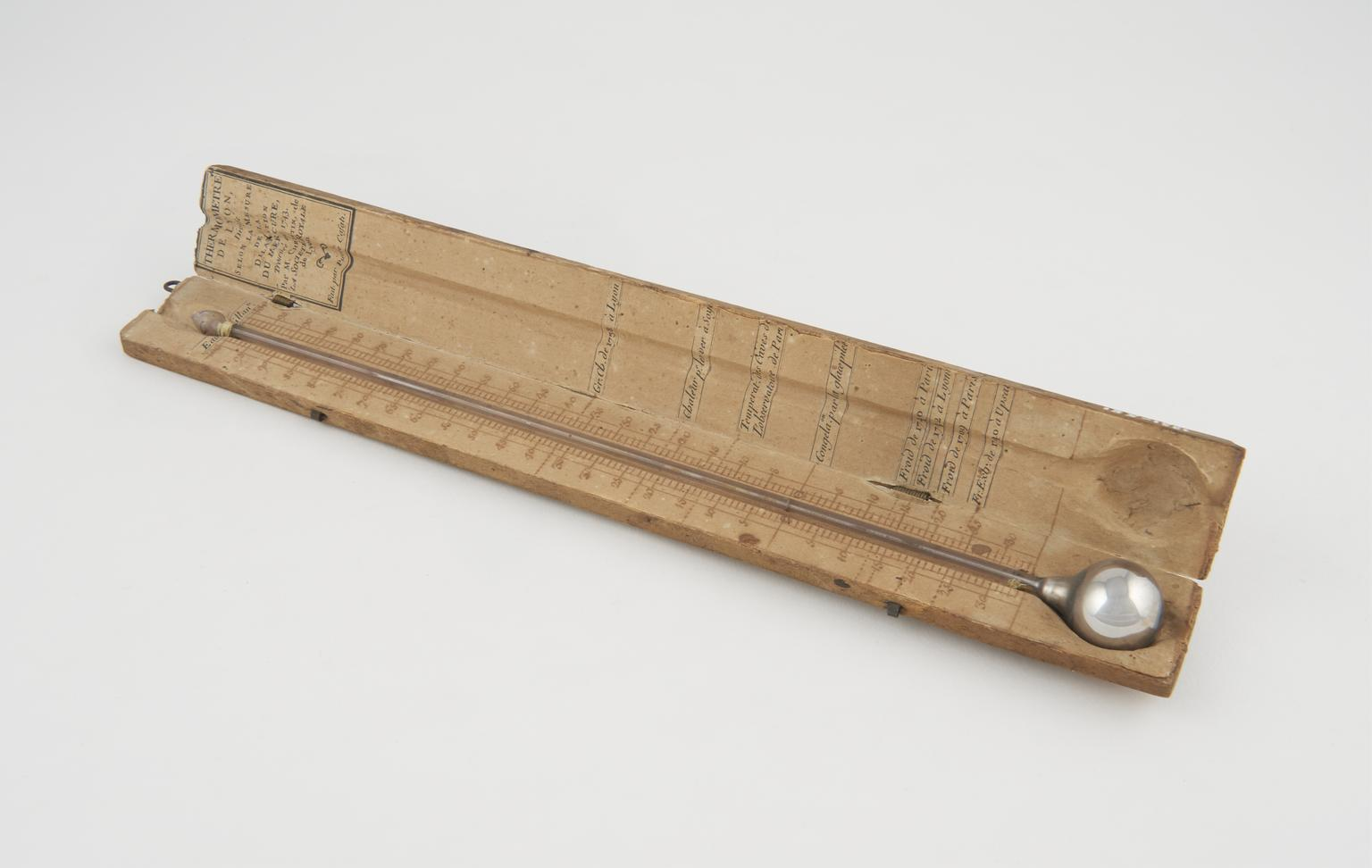
Termômetro de Lyon no Museu da Ciência em Londres

Jean-Pierre Christin (31 de maio de 1683 - 19 de janeiro de 1755) foi um físico, matemático, astrônomo e músico francês. Sua proposta em 1743 de inverter a escala do termômetro Celsius (de água fervente a 0 graus e gelo derretendo a 100 graus, para a escala onde zero representava o ponto de congelamento da água e 100 representava o ponto de ebulição da água) foi amplamente aceita e ainda está em uso hoje.
Christin nasceu em Lyon. Foi membro fundador da Académie des Sciences, Belles Lettres et Arts de Lyon e serviu como seu secretário permanente de 1713 até 1755. Seu termômetro era conhecido na França antes da revolução como o termômetro de Lyon. Um desses termômetros foi mantido no Museu da Ciência, em Londres.

## Termômetro de Lyon
Os primeiros termômetros usados em Lyon foram feitos de acordo com as indicações de René Antoine Ferchault de Réaumur, que criou o termômetro de álcool em 1730 e aplicou uma graduação dividida em 80 partes entre o ponto de fusão da água -0 º- e o ponto de ebulição -80 º- .
Depois de experimentar, Christin considerou que o termômetro de mercúrio era preferível ao de álcool e se pronunciou a favor de sua instrumentação em conferência em 13 de junho de 1740. Ele percebeu a ideia da divisão centesimal quando, em suas pesquisas, observou que uma quantidade de mercúrio despejada em um tubo de ensaio, primeiro condensada pelo frio do gelo moído e depois expandida pelo calor da água fervente, moveu seu volume de 66 para 67 partes do tubo e as representou como 6 600 e 6 700 partes. Ao registrar o mercúrio dilatado em cem partes, achou natural dividir o espaço percorrido por centésimos, sendo que essas novas unidades, menores que as de Réaumur, estariam mais em harmonia com as sensações causadas pelas variações de temperatura.
Pensando nisso, em 1743 criou o "termômetro de Lyon" à base de mercúrio e com seu novo termômetro de graus centígrados com 0 graus para indicar a temperatura em que a água atinge seu ponto de fusão e 100 graus onde atinge seu ponto de ebulição.

## Ensaios
- Mémoire sur l'observation d'une éclipse de lune du 18 décembre, et sur quelques particularités relatives à ce phénomène (1732).
- Instrument propre aux opérations de géométrie pratique et d'astronomie (1736).
- Recherches sur les véritables dimensions du pied de roi et du pied de ville (1736).
- Lettre sur l'usage de la jauge de Lyon (1736).
- Parallèle des diverses méthodes de calcul pour mesurer le cercle (1736).
- Démonstration de divers problèmes de géométrie (1737).
- Méthode pour tracer une méridienne par les hauteurs du soleil (1740).
- Observations sur les baromètres de différents genres (1740).
- Fixation de la latitude ou élévation du pôle de Lyon (1745).
- Remarque sur la chaleur naturelle du corps humain, observée par le moyen du thermomètre de Lyon (1747).
- Sur la chaleur directe du soleil, observée par le même instrument (1747).
- Sur la chaleur des eaux minérales de Baréges (1748).
- Expériences sur l'incubation artificielle des œufs de poule, par le moyen de certains degrés de chaleur (1750).
- Expériences sur les aimants naturels et artificiels de diverses grandeurs (1750).
- Sur l'hygromètre (1750).